# Elecciones federales de México de 1904
Las elecciones federales de México de 1904 se llevaron a cabo en dos jornadas, las elecciones primarias y las elecciones secundarias,en ellas se eligieron los siguientes cargos de elección popular:
- Presidente de México. Jefe de Estado y de Gobierno, electo por un periodo de 6 años y desde 1892 con posibilidad de reelección inmediata, para cubrir el periodo 1904 - 1910 y del que tomaría posesión el 1 de diciembre de 1904. El candidato electo fue Porfirio Díaz Mori.

- Vicepresidente de México. Sustituto constitucional del Presidente, electo para su mismo periodo. El candidato electo fue Ramón Corral Verdugo.

## Proceso electoral
La idea de prolongar el mandato presidencial de cuatro a seis años, fue obra del diputado Alonso Rodríguez Miramón, quien envió la propuesta a Rafael Chousal (secretario particular de Díaz).
Muchos personajes de la clase dominante del país justificaban esto diciendo que los cuatro años que duraba la administración no daban tiempo para terminar muchos proyectos: un tanto contradictorio debido a las continuas reelecciones de Díaz.

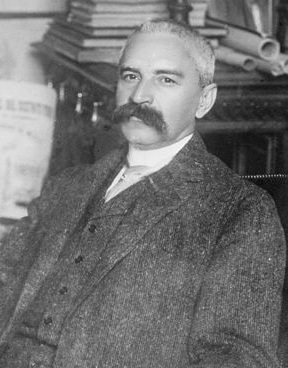
Ramón Corral Verdugo, es el elegido vicepresidente, algo que causó el asombro de muchos, pues Jose Yves Limantour era el personaje más prominente hasta entonces.

Además alegaban que en tiempo de elecciones el país estaba expuesto a continuas rebeliones armadas que podrían afectar la prosperidad de la nación. Finalmente la decisión del congreso fue prolongar el periodo a seis años.
Otro hecho trascendente fue la creación de la vicepresidencia y de un partido que representara los intereses del gobierno, propuesta del grupo científico, vaticinando una repentina muerte del presidente.
En 1904 el presidente ordena la creación del Gran Partido Nacionalista de México para que nombrara candidato a la vicepresidencia,el elegido fue Ramón Corral, un político desconocido hasta entonces, el cual no tenía arraigo popular.

## Resultados Electorales

### Presidente
|  | 100.00 % |

|  | 0.0 % |

|  | 100.00 % |

### Vicepresidente
|  | 100.00 % |

|  | 100.00 % |